# أحمد محمد إسماعيل النزيلي
أحمد محمد إسماعيل النزيلي برلماني يمني، عضو في مجلس النواب، عن الدورة البرلمانية 2003-2009 والكتلة البرلمانية لنواب حزب المؤتمر الشعبي العام عن الدائرة الانتخابية رقم (94) بمحافظة إب.